# Seewald
Seewald ist eine Gemeinde im Landkreis Freudenstadt in Baden-Württemberg. Sie gehört zur Region Nordschwarzwald.

## Geographie

### Geographische Lage
Der Ortsteil Erzgrube liegt an der Nagoldtalsperre auf rund 550 m ü. NN. Der höchste Ortsteil, Besenfeld, liegt auf 800 m ü. NN. Über 90 % der Gemarkung sind von Waldflächen bedeckt. Die Schwarzwaldberge auf dem Gemeindegebiet von Seewald erheben sich bis auf 900 m ü. NN.

### Gewässer
Im Ortsteil Urnagold entspringt die Nagold, in den Wäldern oberhalb von Besenfeld entspringen die Bäche Kalten, Laub und Poppel, welche sich auf der Gemarkung Enzklösterle zur Enz vereinen.

### Gemeindegliederung
Die Gemeinde Seewald besteht aus den sieben Ortsteilen Besenfeld (1132 Einwohner) mit Urnagold (18 Einwohner) und Schorrental (westlich der Nagold, 24 Einwohner), Göttelfingen (426 Einwohner) mit Schorrental (östlich der Nagold), Omersbach (nördlich des Kropfbaches) und Morgental, Hochdorf (142 Einwohner) und Omersbach (südlich des Kropfbaches), Erzgrube (157 Einwohner), Allmandle (50 Einwohner), Eisenbach (94 Einwohner) und Schernbach (126 Einwohner) mit insgesamt 16 Dörfern, Weilern, Zinken, Höfen und Häusern. (Stand 31. Dezember 2021) Seewald ist damit eindeutig als Flächengemeinde zu bezeichnen, mit einer großen Gemarkungsfläche.
Die räumlichen Grenzen der Ortsteile sind die der ehemaligen Gemeinden, bzw. im Falle von Allmandle und Eisenbach die bebaute Ortslage dieser Orte. In Seewald ist die Unechte Teilortswahl eingeführt, d. h. das Wahlgebiet bei Gemeinderatswahlen gliedert sich in sechs Wohnbezirke im Sinne der baden-württembergischen Gemeindeordnung, die identisch sind mit den Ortsteilen mit der Ausnahme, dass die Ortsteile Allmandle und Eisenbach zu einem Wohnbezirk zusammengefasst werden.
Abgegangene, heute nicht mehr bestehende Ortschaften sind Seehaus im Ortsteil Besenfeld sowie Glasehusen und Kropfmühle im Ortsteil Göttelfingen.

## Geschichte
Besenfeld entstand im Hochmittelalter als Rodungsort und gehörte im 13. Jahrhundert den Pfalzgrafen von Tübingen. Danach gelangte der Ort an die Grafen von Eberstein, die das Dorf 1421 an die Grafen von Württemberg verkauften. Bis 1807 unterstand Besenfeld dem württembergischen Amt Dornstetten.
Göttelfingen, ebenfalls durch Rodung im Hochmittelalter entstanden, war im späten Mittelalter badisch geworden, ehe es durch Tausch 1603 an Württemberg gelangte. 1778 zerstörte ein Dorfbrand den ganzen Ort. Bis 1811 gehörte Göttelfingen zum württembergischen Amt Altensteig.
Während der Umsetzung der neuen Verwaltungsgliederung im 1806 entstandenen Königreich Württemberg wurden die vier Gemeinden Besenfeld, Erzgrube, Göttelfingen und Hochdorf bis 1812 nach und nach dem Oberamt Freudenstadt unterstellt. Bei der Verwaltungsreform während der NS-Zeit in Württemberg gelangten die Ortschaften 1938 zum Landkreis Freudenstadt. 1945 wurde das Gebiet Teil der französischen Besatzungszone und erfuhr somit 1947 die Zuordnung zum neu gegründeten Land Württemberg-Hohenzollern, welches 1952 im Land Baden-Württemberg aufging.

### Gemeindefusionen
Am 1. Dezember 1971 vereinigten sich Erzgrube, Göttelfingen und Hochdorf zur neuen Gemeinde Seewald. Mit dieser fusionierte Besenfeld am 1. Januar 1975 zur heutigen Gemeinde Seewald.

### Religionen
Seit der Reformation ist Seewald evangelisch geprägt. Heute besteht je eine evangelische Gemeinde in Besenfeld und Göttelfingen, die zur Verbundkirchengemeinde Seewald zusammengefasst sind. In Besenfeld gibt es außerdem noch eine evangelisch-methodistische und eine neuapostolische Gemeinde, während in Göttelfingen das örtliche Missionshaus der evangelisch-landeskirchlichen Liebenzeller Gemeinschaft ansässig ist. In Besenfeld betreibt die freikirchliche Brüderbewegung ein Freizeitheim. Die nächstgelegene römisch-katholische Kirche befindet sich in Baiersbronn.
Überregional bekannt wurde der Teilort Göttelfingen, nachdem der örtliche evangelische Pfarrer am 25. Juli 2012 ankündigte, zur Römisch-Katholischen Kirche konvertieren zu wollen und er deswegen am 6. August 2012 von seinem pastoralen Dienst von der Evangelischen Landeskirche in Württemberg suspendiert wurde. Ungefähr zur selben Zeit erschien von ihm ein Buch mit dem Titel Warum werden wir nicht katholisch? – Denkanstöße eines evangelisch-lutherischen Pfarrers.

## Politik

### Gemeinderat
Die Kommunalwahl am 9. Juni 2024 führte zu folgendem Endergebnis. Die Wahlbeteiligung betrug 65,8 %.
| Partei/Liste            | 2024   | 2024   | 2019    | 2019    |
| Partei/Liste            | Anteil | Sitze  | Anteil  | Sitze   |
| ----------------------- | ------ | ------ | ------- | ------- |
| Vereinigter Seewald     | 64,6 % | 9      | 63,97 % | 9 Sitze |
| Frauenliste             | 28,4 % | 4      | 36,03 % | 5 Sitze |
| Mensch Umwelt Mobilität | 7,0 %  | 1      | --      | --      |
| Wahlbeteiligung         | 65,8 % | 65,8 % | 63,1 %  | 63,1 %  |

### Bürgermeister
Bürgermeister ist seit dem 25. Juli 2023 Dominic Damrath. Er wurde am 7. Mai 2023 mit 61,2 Prozent der Stimmen gewählt. Er folgte Gerhard Müller nach, der von 2007 bis 2023 amtierte.

### Partei Bibeltreuer Christen
Seewald ist eine Hochburg der Partei Bibeltreuer Christen (PBC), die bei der Bundestagswahl 2005 dort 5,0 % der Zweitstimmen (Bundesdurchschnitt: 0,2 %) erhielt, 2013 allerdings nur noch 1,1 %.

### Haushalt
Die Gemeinde Seewald ist mit Stand vom 31. Dezember 2021 schuldenfrei.

### Wappen
| Wappen der Gemeinde Seewald | Blasonierung: „In Silber ein rot bewehrter schwarzer Auerhahn auf einem durchgehenden schwarzen Ast.“ |
| Wappen der Gemeinde Seewald | Wappenbegründung: Die Gemeinde ist 1975 durch Vereinigung von Besenfeld, Erzgrube, Göttelfingen und Hochdorf gebildet worden. Sie führt das Wappen des Ortsteils Hochdorf weiter. Der Auerhahn kommt in den Waldungen Hochdorfs noch vor. Er wurde daher 1948 als Wappentier gewählt und besitzt als Waldsymbol auch für die neue Gemeinde Aussagekraft, denn über drei Viertel der Gemarkung, die die Quelltäler der Enz und Nagold umfasst, sind mit Wald bedeckt, und die einzelnen Orte sind Rodungssiedlungen des hohen Mittelalters auf den Höhen des Schwarzwalds. Erzgrube entstand erst kurz nach 1700 als Flößer- und Holzhauerkolonie. Der Auerhahn ist zudem für die heute vom Fremdenverkehr geprägte Gemeinde ein ansprechendes und werbewirksames Motiv. Das Wappen wurde der Gemeinde Hochdorf am 27. April 1949 vom Innenministerium Württemberg-Hohenzollern verliehen und – gemeinsam mit der Flagge – der Gemeinde Seewald am 4. Juli 1978 vom Landratsamt Freudenstadt erneut verliehen. |

Wappen der ehemals eigenständigen Gemeinden und heutigen Ortsteile

Besenfeld
Erzgrube
Göttelfingen
Hochdorf

## Wirtschaft und Infrastruktur

### Wirtschaft
Im Jahr 2022 erzielte Seewald Einnahmen aus der Gewerbesteuer in Höhe von 1,26 Millionen Euro. Mit einem Gewerbesteuerhebesatz von 355 % liegt die Gemeinde unter dem durchschnittlichen Gewerbesteuerhebesatz Deutschlands. Dieser beträgt 407 % (Stand: 2023).

### Verkehr
Seewald ist durch die Bundesstraße 294 (Bretten–Freiburg im Breisgau) an das überregionale Straßennetz angeschlossen.
Durch Besenfeld verlaufen die folgenden Landes-Radfernwege: 
- Der Schwarzwald-Panorama-Radweg führt von Pforzheim und Bad Wildbad kommend über Besenfeld nach Freudenstadt und weiter nach Waldshut-Tiengen
- Der Naturpark-Radweg Schwarzwald Mitte/Nord führt rund um selbigen Naturpark und führt dabei von Bad Wildbad über die Schwarzwaldhöhen kommend durch Besenfeld nach Freudenstadt und weiter ins Kinzigtal nach Alpirsbach.

### Bildung
Seewald verfügt über eine eigene Grundschule im Ortsteil Besenfeld. Der Besuch weiterführender Schulen erfolgt in Freudenstadt. In Besenfeld gibt es auch einen kommunalen Kindergarten, während sich in Göttelfingen ein evangelischer Kindergarten befindet.

## Kultur und Sehenswürdigkeiten
Der Ortsteil Besenfeld liegt am Mittelweg, einer Fernwanderstrecke, die an vielen Sehenswürdigkeiten vorbeiführt. Die gesamte Gemeinde verfügt über ein großes Netz an Rad- und Wanderwegen. Im Winter werden zahlreiche Loipenkilometer gespurt. Besenfeld ist per Skifernwanderweg an Kaltenbronn und Freudenstadt angeschlossen. Auch sind mehrere Schneeschuhtrails ausgeschildert, welche im Sommer als Nordic-Walking-Strecke genutzt werden können.

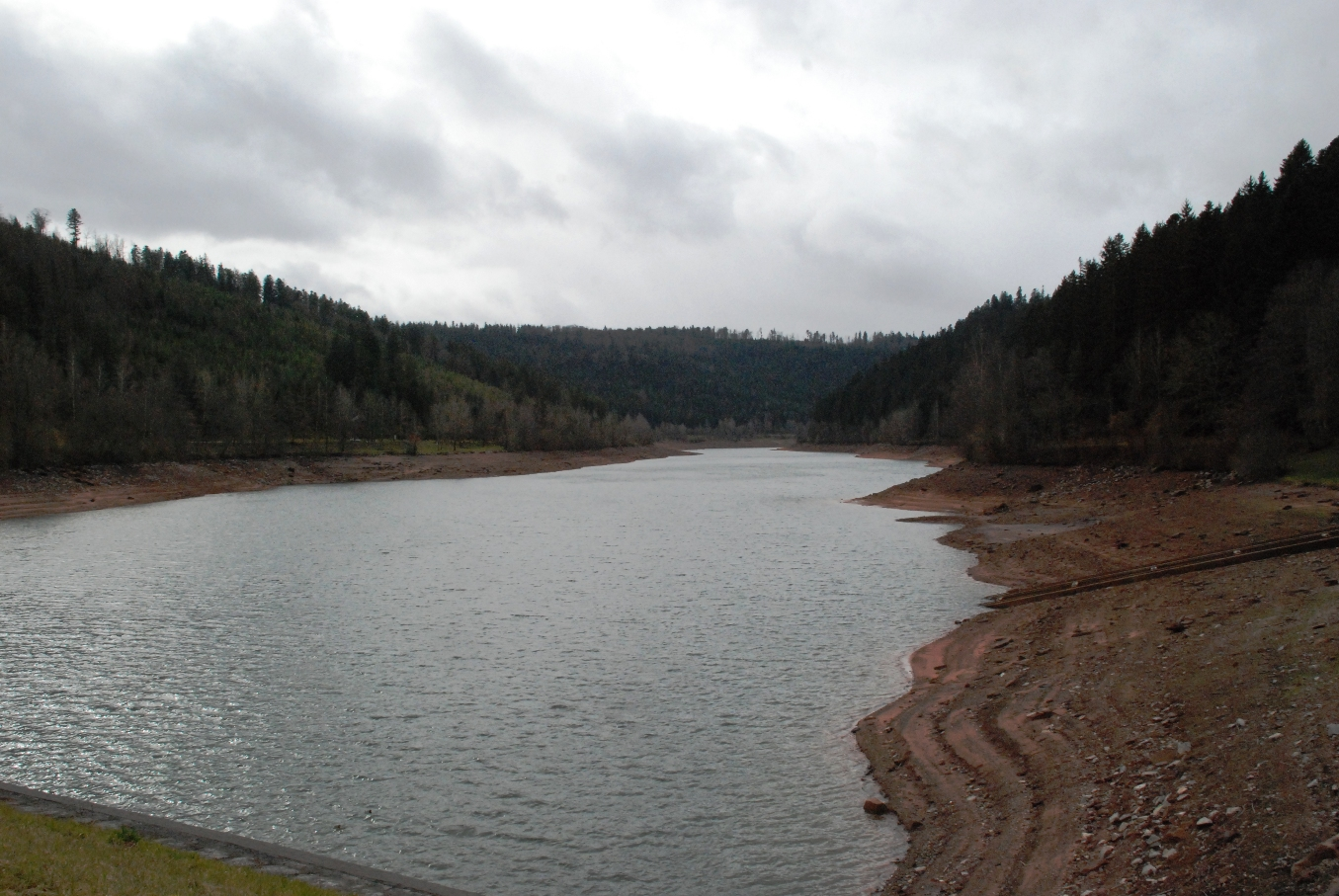
Seewald-Erzgrube

Zudem befindet sich im Ortsteil Erzgrube der Nagoldtalstausee, der vor allem in den Sommermonaten tausende von Besuchern anlockt und damit eine der größten Attraktionen im Nördlichen Schwarzwald ist. Der See staut den im Ortsteil Urnagold entspringenden Fluss Nagold auf einer Länge von etwa drei Kilometern an.
Die Kirche St. Johannes der Täufer in Urnagold war seit dem Mittelalter als Pfarrei zuständig für Besenfeld, Göttelfingen und Hochdorf. 1754 wurde anstelle der alten Wehrkirche ein neuer Kirchenraum an den gotischen Turm gebaut. Im Untergeschoss des Turms befindet sich eine von einem Netzgewölbe überspannte Halle, worin ein alter steinerner Altar steht. Im 19. Jahrhundert entstanden eigene evangelische Pfarreien in Göttelfingen und Hochdorf, so dass die Kirche in Urnagold außer Gebrauch kam, jedoch 1959 renoviert wurde. Nicht weit von der Kirche ist die eingefasste Quelle der Nagold zu finden.
Seit Mai 2008 betreibt die Gemeinde Seewald einen Ruhehain, einen Waldfriedhof für alternative Bestattungsformen unter Bäumen und auf Waldwiesen.
Bei Besenfeld befand sich bis 1904 als Wahrzeichen des Murgtals die weithin sichtbare „Große Tanne“, eine Weißtanne (Abies alba). In ihrem Geäst brach im August 1904 wohl infolge eines Blitzschlags ein Feuer aus. Sie musste dann wegen Waldbrandgefahr gefällt werden.

## Persönlichkeiten
- Ruth Braun (1919–2012), ehrenamtlich tätige Frau (Bahnhofsmission, Landessynode), wurde in  Besenfeld geboren
- Marie Weitbrecht (1863–1945), Schriftstellerin und Lyrikerin, geboren in Göttelfingen